# José María Morelos (Santiago Papasquiaro)
José María Morelos es una localidad del estado mexicano de Durango. Es parte del municipio de Santiago Papasquiaro. Fue fundada el 30 de abril de 1936.

## Toponimia
El nombre de la localidad rinde homenaje a José María Morelos, héroe de la Independencia de México.

## Demografía
| Gráfica de evolución demográfica |
|                                  |

| Censo | Población |
| ----- | --------- |
| 1940  | 985       |
| 1950  | 1 488     |
| 1960  | 1 801     |
| 1970  | 2 185     |
| 1980  | 1 348     |
| 1990  | 1 559     |
| 2000  | 1 365     |
| 2010  | 1 331     |
| 2020  | 1 251     |